# Kathleen Partridge
Kathleen Anne Partridge (Sydney, 7 december 1963) is een Australisch hockeykeepster. 
Partridge werd in 1988 met de Australische ploeg olympisch kampioen. Met haar ploeggenoten won Partridge de Champions Trophy 1991. Tijdens de Olympische Spelen 1992 eindigde de Australische ploeg teleurstellend als vijfde.

## Erelijst
- 1986 - 6e Wereldkampioenschap hockey[1] in Amstelveen
- 1987 -  Champions Trophy Amstelveen
- 1988 –  Olympische Spelen in Seoel
- 1991 -  Champions Trophy Berlijn
- 1992 – 5e Olympische Spelen in Barcelona